# 奧克薩潘帕省
奧克薩潘帕省（西班牙語：Provincia de Oxapampa），是秘魯的省份，位於該國中部帕斯科大區，首府是奧克薩潘帕，始建於1944年11月27日，面積18,674平方公里，2005年人口70,000，人口密度每平方公里3.75人。